# Ordinariát pro věřící východního ritu

„Váhy spravedlnosti“ – katolické kanonické právo

Ordinariát pro věřící východního ritu je typ partikulární církve v katolické církvi, jehož úkolem je zajištění pastorační péře o věřící východních katolických církví, kteří v určité zemi nemají vlastní církevní hierarchickou strukturu.

## Popis
V čele ordinariátu stojí prelát s titulem ordináře, který je jmenován Svatým stolcem, do jehož jurisdikce spadají všichni katoličtí věřící východních ritů, kteří nemají vlastního biskupa. Obvykle je vymezen celým státem, může být omezen na věřící určitých ritů, a ordinářem je obvykle jmenován (arci)biskup hlavního města dané země. Výjimku tvoří Arménský ordinariát pro východní Evropu. Podle Annuario Pontificio pochází tento typ církevní správní jednotky z roku 1912, kdy byla apoštolským listem Officium supremi apostolatus regulována dhuchovní péče o rutény v Kanadě.

## Seznam ordinariátů pro věřící východních církví
Dnes existuje devět ordinariátů pro věřící východních církví:
- Ordinariát pro věřící východního ritu v Argentině (pouze pro věřící byzantského ritu)
- Ordinariát pro věřící východního ritu v Rakousku
- Ordinariát pro věřící východního ritu v Brazílii
- Arménský ordinariát pro východní Evropu (pouze pro věřící arménské katolické církve)
- Ordinariát pro věřící východního ritu ve Francii
- Arménský ordinariát v Řecku (pouze pro věřící arménské katolické církve)
- Ordinariát pro věřící východního ritu v Polsku (tč. pouze pro věřící arménské katolické církve)
- Arménský ordinariát v Rumunsku (pouze pro věřící arménské katolické církve)
- Ordinariát pro věřící východního ritu ve Španělsku